# Peter Welch
Peter Francis Welch (* 2. května 1947 Springfield, Massachusetts) je americký právník a politik za Demokratickou stranu. Od roku 2023 je senátorem USA za stát Vermont.
V letech 1981 až 1989 a poté od roku 2001 do roku 2007 byl členem vermontského Senátu. V letech 1983 až 1985 zároveň působil jako lídr vermontské senátní menšiny. V letech 2007 až 2023 byl členem Sněmovny reprezentantů za jediný vermontský okrsek. V roce 2022 byl zvolen vermontským senátorem, když ve volbách porazil Republikána Geralda Malloye se ziskem 68 % hlasů.
Byl dvakrát ženatý, jeho první žena, s níž byl v manželském sňatku od roku 1968, zemřela v roce 2004. Podruhé se oženil v roce 2009. Ve Vermontu žije od roku 1973.